# Gleueler Wiese

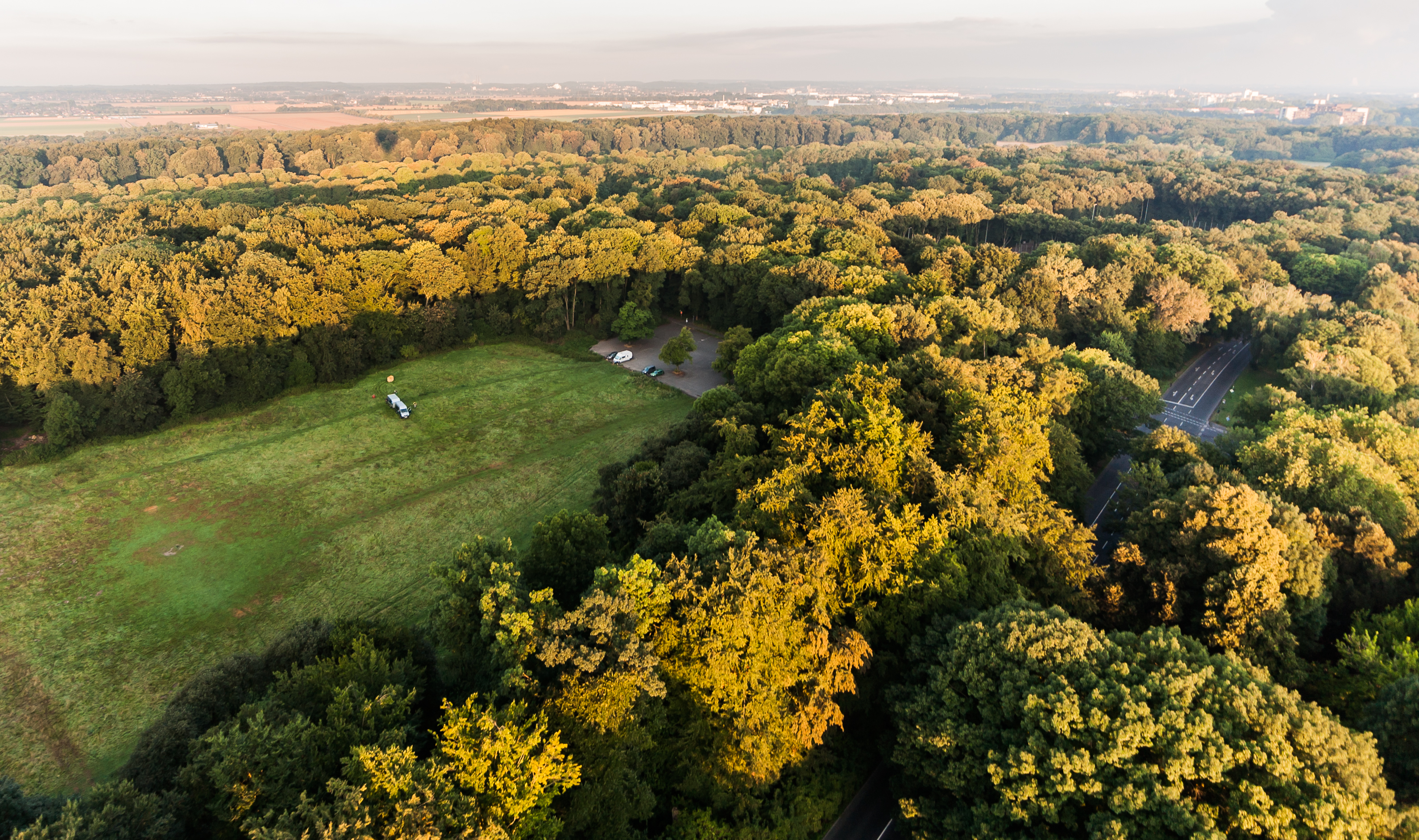
Nordwestliches Ende der Gleueler Wiese

Die Gleueler Wiese ist eine Wiese im Äußeren Grüngürtel im Westen von Köln im Landschaftsschutzgebiet L17 („Äußerer Grüngürtel von Müngersdorf bis Marienburg und verbindende Grünzüge“) im Stadtbezirk Köln-Lindenthal im Stadtteil Sülz.

## Lage und Bedeutung
Die Wiese ist eine Glatthaferwiese im denkmalgeschützten äußerer Grüngürtel. Die Gleueler Wiese dient als Kaltluftschneise. Ihr Boden ist lehmhaltig und kann Regenwasser speichern. Sie ist etwa 600 Meter lang und im Mittel 80 Meter breit und bietet auf 4,8 Hektar Lebensraum für viele Tier- und Pflanzenarten. Sie liegt zwischen der Gleueler Straße und dem Franz-Kremer-Stadion neben dem Militärring und ist von alten Bäumen eingefasst.

## Namensherkunft
Die Wiese ist nach dem Hürther Stadtteil Gleuel benannt, zu dem die nahegelegene Gleueler Straße stadtauswärts führt.

## Streit um Nutzung
Der 1. FC Köln will den RheinEnergieSportpark um ein Leistungszentrum mit drei Kunstrasenplätzen erweitern und dazu die Gleueler Wiese nutzen. Dies stößt bei Bevölkerung und Politik sowohl auf Ablehnung als auch auf Zustimmung.